# Eustachy Żyliński
Eustachy Żyliński   (Kuna, 19 de setembre de 1889 - Łódź, 4 de juliol de 1954) va ser un matemàtic polonès.

## Vida i Obra
Żyliński, fill d'un noble sense fortuna oficial de la cort que va morir quan ell tenia catorze anys, va fer els estudis secundaris a Kíev. Des de 1907 fins a 1911 va estudiar física i matemàtiques a la universitat de Kíiv. A continuació va obtenir una beca de recerca que li va permetre ampliar estudis a les universitats de Göttingen (amb Edmund Landau), Marburg (amb Kurt Hensel) i Cambridge (amb G. H. Hardy).
Els anys 1916 i 1917 va ser oficial de l'exèrcit rus fent cursos d'enginyeria i radiotelegrafia. Els dos cursos següents va ser professor associat a la universitat de Kiev. El 1919 va ser nomenat profesor de la universitat de Lwow (avui Lviv, Ucraïna) en la qual va romandre fins a l'ocupació nazi de 1941. Després d'uns anys amb el centres d'ensenyament tancats per la guerra, i quan va veure que la ciutat deixaria de ser polonesa i passaria a mans del soviètics, va demanar un trasllat a Polònia. Es va instal·lar a viure a Łódź i va ser professos de la universitat tècnica de Silesia a Gliwice fins a la seva jubilació el 1951, tot i mantenir la seva residència a Lodz, on va morir el 1954.
Żyliński va treballar sobre tot en teoria de nombres, però després de 1920 va estudiar també l'àlgebra, la lògica i els fonaments de les matemàtiques.